# Nederlandse kampioenschappen schaatsen afstanden 2014 - 1000 meter vrouwen
De 1000 meter vrouwen op de Nederlandse kampioenschappen schaatsen afstanden 2014 werd gereden op zondag 27 oktober 2013 in ijsstadion Thialf te Heerenveen. Er namen vierentwintig vrouwen deel.
Vooraf was er niet een duidelijke favoriete, maar Marrit Leenstra was titelhoudster na haar zege tijdens de NK afstanden 2013 en wist in een spannende strijd haar nationale titel met een kampioenschapsrecord te prolongeren. Er waren vijf startplaatsen te verdienen voor de wereldbeker schaatsen 2013/2014, maar nummer vijf Jorien ter Mors kondigde aan de eerste drie wereldbekers sowieso over te slaan en alleen in Berlijn tijdens WB4 mogelijk te starten. Hierdoor mocht inlineskatekampioene Manon Kamminga haar internationaal schaatsdebuut maken.

## Statistieken

### Uitslag
| #      | Schaatser            | Ploeg                   | tijd    |
| ------ | -------------------- | ----------------------- | ------- |
| Goud   | Marrit Leenstra      | Team Corendon           | 1.15,38 |
| Zilver | Ireen Wüst           | TVM                     | 1.15,42 |
| Brons  | Lotte van Beek       | Team Corendon           | 1.15,49 |
| 4      | Margot Boer          | Team Liga               | 1.15,55 |
| 5      | Jorien ter Mors      | NTS (shorttrack)        | 1.15,89 |
| 6      | Manon Kamminga       | individueel rijder      | 1.16,59 |
| 7      | Laurine van Riessen  | Team Activia            | 1.16,70 |
| 8      | Antoinette de Jong   | Jong Oranje             | 1.16,78 |
| 9      | Natasja Bruintjes    | individueel rijder      | 1.16,93 |
| 10     | Thijsje Oenema       | Team Liga               | 1.16,98 |
| 11     | Sanneke de Neeling   | Jong Oranje             | 1.17,18 |
| 12     | Letitia de Jong      | iSkate Development Team | 1.17,23 |
| 13     | Anice Das            | individueel rijder      | 1.17,50 |
| 14     | Janine Smit          | Team Liga               | 1.17,65 |
| 15     | Annette Gerritsen    | Team Activia            | 1.17,91 |
| 16     | Roxanne van Hemert   | Team Activia            | 1.17,95 |
| 17     | Bo van der Werff     | iSkate Development Team | 1.18,05 |
| 18     | Floor van den Brandt | iSkate Development Team | 1.18,14 |
| 19     | Mayon Kuipers        | Team Liga               | 1.18,19 |
| 20     | Irene Schouten       | Project 2018            | 1.18,41 |
| 21     | Melissa Wijfje       | Jong Oranje             | 1.18,48 |
| 22     | Janneke Ensing       | Team SchaatsHart        | 1.18,91 |
| 23     | Rosa Pater           | iSkate Development Team | 1.19,05 |
| 24     | Moniek Klijnstra     | Gewest Friesland        | 1.19,81 |

### Loting
| Rit | Binnenbaan          | Buitenbaan           |
| --- | ------------------- | -------------------- |
| 1   | Rosa Pater          | Bo van der Werff     |
| 2   | Moniek Klijnstra    | Mayon Kuipers        |
| 3   | Irene Schouten      | Janneke Ensing       |
| 4   | Melissa Wijfje      | Floor van den Brandt |
| 5   | Annette Gerritsen   | Thijsje Oenema       |
| 6   | Manon Kamminga      | Sanneke de Neeling   |
| 7   | Janine Smit         | Natasja Bruintjes    |
| 8   | Antoinette de Jong  | Letitia de Jong      |
| 9   | Margot Boer         | Marrit Leenstra      |
| 10  | Ireen Wüst          | Lotte van Beek       |
| 11  | Laurine van Riessen | Anice Das            |
| 12  | Roxanne van Hemert  | Jorien ter Mors      |

1987 · 
1988 · 
1989 · 
1990 · 
1991 · 
1992 · 
1993 · 
1994 · 
1995 · 
1996 · 
1997 · 
1998 · 
1999 · 
2000 · 
2001 · 
2002 · 
2003 · 
2004 · 
2005 · 
2006 · 
2007 · 
2008 · 
2009 · 
2010 · 
2011 · 
2012 · 
2013 · 
2014 · 
2015 · 
2016 · 
2017 · 
2018 · 
2019 · 
2020 · 
2021 · 
2022 · 
2023 · 
2024 · 
2025